# 라쿠나
라쿠나는 2018년 EP 《끝이 없는 꿈을 그대에게 줄게요》로 데뷔한 대한민국의 인디 록밴드이다.

## 방송
- 그레이트 서울 인베이전 (2022) - Top12(11위)

## 공연
- 롤링 25주년 기념 공연 : 라쿠나 단독 콘서트 (2020)
- 먼데이프로젝트 시즌3 홍대 [라쿠나x공중그늘] SPECIAL STAGE (2020)
- 페스티벌 나다 2020 (2020)
- 2020 Lacuna Online Concert [Hello, Wonderland] (2020)
- 2021 LOVESOME - 참 애썼다, 그것으로 되었다 (2021)